# Chalcosyrphus pannonicus
Chalcosyrphus pannonicus är en tvåvingeart som först beskrevs av Oldenberg 1916.  Chalcosyrphus pannonicus ingår i släktet mulmblomflugor, och familjen blomflugor.
Artens utbredningsområde är Rumänien. Inga underarter finns listade i Catalogue of Life.